# Zebrus
Zebrus is een monotypisch geslacht van straalvinnige vissen uit de familie van grondels (Gobiidae). Het geslacht is voor het eerst wetenschappelijk beschreven in 1931 door de Buen.

## Soort
- Zebrus pallaoroi (Kovačić, Sanda, Čekovská, Soukupová & Vukić, 2021)
- Zebrus zebrus (Risso, 1827)